# 野口あきこ
野口 あきこ（のぐち あきこ、1976年8月10日 - ）は、岩手県一関市出身のフリーアナウンサー・リポーター・ラジオパーソナリティ・DJ。元青森放送アナウンサー。
ローマ字表記では、従来の表記法にとらわれずに AKICO と綴っている。
かつての青森放送時代は、本名の「野口亜紀子」の表記を用いていた。現在はジャンルにとらわれず、パーソナリティとして、テレビのCMなどにも出演したりしている。

## 経歴
岩手県立一関第一高等学校から学習院大学経済学部経済学科に進学し、卒業後の1999年（平成11年）に青森放送 (RAB) に入社。2001年（平成13年）12月に同局を退社してフリーアナウンサーとなった。
2002年（平成14年）、エフエム仙台 (Date fm) が開局20周年を記念してDJオーディションを行い、同局の帯番組『AIR HIPS』の月曜担当DJに選ばれた（このときさとう千日も選ばれ、水曜担当となった）。その後は宮城県に活動の場を移し、Date fmのラジオパーソナリティや在仙台テレビ局のローカル番組のリポーターなどで活躍している。
2008年（平成20年）6月14日、Date fm『SATURDAY SPLUSH』放送中に岩手・宮城内陸地震が発生し、同局初の緊急地震速報を伝えた。
2009年（平成21年）9月29日、Date fm『Listen♪』放送開始に合わせ、アメーバブログの芸能人・有名人ブログで公式ブログを開始した。
2011年（平成23年）3月11日、東日本大震災を経験。自ら被災しながらも放送人として安否確認情報や緊急情報を伝え続ける。震災の経験を活かし、チャリティCDをプロデュース。売り上げの一部を復興の寄付へと充てた。
サザンオールスターズ・宇多田ヒカル・吉川晃司・m-flo・BONNIE PINK・ゆず・ORANGE RANGEなど様々なミュージシャンとの仕事を手がける。絢香とはメジャー・デビュー以前からの付き合い。モンキーマジックや河村隆一・一青窈・AIなど手がけるアーティストは多岐にわたっている。福島出身音速ラインとは長くレギュラー番組を担当。
2013年（平成25年）4月よりアメリカ合衆国在住。公式ブログに近況を投稿することも。
国際結婚を経て一児の母へ。
IT関連の国際事業に携わっている。

## 人物
ハローキティが好きないわゆるキティラーであり、全国のご当地「ハローキティ」ストラップを収集している。Miss Mondayとはキティラー友達である。また、学生時代にガンプラ作りを手伝って以来、ガンプラ作りも趣味の1つではあるが、ガンダムそのものには詳しくはない。
桑田佳祐のファンであり、Date fm『Be-POP』では年に一度、サザンオールスターズ及び桑田佳祐の曲しかかけない日を設けていた。

## 出演番組

### 現在
なし

### 過去
青森放送時代
- RABラジオ『良平のラジオにおいでよ!!』
- RABテレビ『スーパーギャング深夜同盟』
- RABテレビ『伊奈かっぺい弘前物語』

フリー時代
- Date fm『AIR HIPS』（月曜担当。2002年）[1]
- Date fm『Hip to Date』（2003年）[4]
- Date fm『Cinematic Night!』（2004年）[5]
- Date fm『SATURDAY SPLUSH』
- Date fm『Be-POP』（月曜・火曜。2008年 - 2009年）
- 東日本放送『突撃!ナマイキTV』（「デパスパ一番のり」金曜担当。2003年 - 2010年）
- RABテレビ『@なまてれ』（金曜中継担当）
- Date fm『Listen♪』
- Date fm『Kick Us』（Date fmとふくしまFMの2局ネット）